# Corydoras loretoensis
Corydoras loretoensis Nijssen and Isbrücker, 1986 è un pesce d'acqua dolce appartenente alla famiglia Callichthyidae.

## Distribuzione e habitat
Proviene dal Perù (locus typicus: Rio Nanay, nella Provincia di Loreto, da cui prende il nome).

## Descrizione
La lunghezza massima registrata è di 3,6 cm. La colorazione è grigiastra a piccole macchie nere sparse su tutto il corpo ma non particolarmente sulle pinne, che sono trasparenti. Il primo raggio della pinna dorsale è scuro e molto allungato.

## Comportamento
Vive in piccoli gruppi.

## Acquariofilia
Può essere allevato in acquario ma non è particolarmente comune in commercio.